# ユッタ・フォン・ザクセン
ユッタ・フォン・ザクセン（Jutta von Sachsen, 1223年ごろ - 1267年2月2日以前）またはユーディト（Judith）は、デンマーク王エーリク4世の王妃。ザクセン公アルブレヒト1世の娘。エーリク4世とは1239年に結婚したが、エーリクは1241年まで父ヴァルデマー2世の共治王であった。

## 生涯
ユッタの生涯については詳しいことは伝わっていない。ユッタはエム（Øm）修道院の修道士との紛争に巻き込まれ、修道院の領地からトウモロコシを没収し自身のものとした。また、ユッタの署名は夫エーリク4世の葬儀に関する指示書にも見られ、それによるとエーリクは修道士の衣装で埋葬されることを希望していたという。1250年にエーリク4世は暗殺され、ユッタは娘たちをデンマークに残してザクセンに帰国したとみられる。
ユッタはその後、クヴェーアフルト＝ローゼンブルク伯ブルヒャルト7世と再婚した。ブルヒャルト7世はマグデブルク城伯であり、ブルヒャルト6世の息子であった。

## 子女
デンマーク王エーリク4世との間に以下の子女をもうけた。
- ソフィア（1241年 - 1286年） - スウェーデン王ヴァルデマール1世と結婚
- クヌーズ（1242年） - 夭逝
- インゲボー（1244年 - 1287年） - ノルウェー王マグヌス6世と結婚
- ユッタ（1246年 - 1286/95年） - ロスキレの聖アグネス修道院長
- クリストファ（1247年） - 夭逝
- アグネス（1249年 - 1288/95年） - ロスキレの聖アグネス修道院長

マグデブルク城伯ブルヒャルト7世との間に1女をもうけた。
- ゾフィー（1325年没） - ランゲラン公エーリク（シュレースヴィヒ公エーリク1世の息子、デンマーク王アーベルの孫）と結婚